# محافظات كوستاريكا

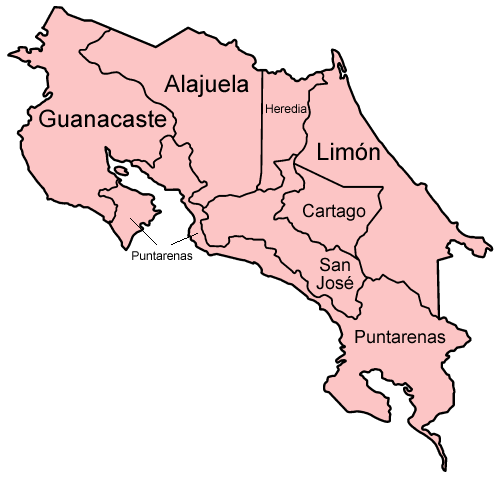
المحافظات السبع في كوستاريكا

وفقًا للمادة 168 من دستور كوستاريكا ، تصنف التقسيمات السياسية رسميًا إلى 3 مستويات من الكيانات دون الوطنية. تتألف كوستاريكا من 7 محافظات، 82 كانتونًا، و463 مقاطعة.
وينص دستور كوستاريكا على أنه "لأغراض الإدارة العامة، تنقسم الأراضي الوطنية إلى مقاطعات، وهذه المقاطعات إلى كانتونات والمقاطعات إلى مناطق". تتكون الدولة من 7 مقاطعات ، و84 كانتون، و489 منطقة.

## نبذة
| العلم | المقاطعة   | خارطة | العاصمة                             | المساحة (كم2) | عدد السكان | مؤشر التنمية البشرية 2015 |
| ----- | ---------- | ----- | ----------------------------------- | ------------- | ---------- | ------------------------- |
|       | الأخويلا   |       | ألاخويلا                            | 9,757         | 885,571    | 0.778                     |
|       | كارتاغو    |       | كارتاغو (كوستاريكا) [الإنجليزية]    | 3,124         | 490,903    | 0.786                     |
|       | غواناكاسته |       | ليبيريا (كوستاريكا) [الإنجليزية]    | 10,141        | 354,154    | 0.755                     |
|       | إيريذيا    |       | هيريديا (كوستاريكا) [الإنجليزية]    | 2,657         | 433,677    | 0.807                     |
|       | ليمون      |       | ليمون                               | 9,189         | 386,862    | 0.735                     |
|       | بونتاريناس |       | بونتاريناس (كوستاريكا) [الإنجليزية] | 11,266        | 410,929    | 0.741                     |
|       | سان خوسيه  |       | سان خوسيه                           | 4,966         | 1,404,242  | 0.792                     |

## انظر ايضا
- أيزو 3166-2:CR
- كانتونات كوستاريكا
- قائمة مقاطعات كوستاريكا
- List of Costa Rican provinces by Human Development Index